# 重回地球
《重回地球》（英語：Back to Earth）是一部中國電影，演員包括于文文、马可、任达华、薛凱琪等。該片于2019年4月17日在北京星美今晟影视城开机，于2022年9月9日在中国内地上映。

## 剧情简介
因一次机缘巧合、在月球上生活了五千两百多年的嫦娥阴差阳错的跟着中国宇航员从⽉球回到了地球。在经历了亲情友情的各种风波后、决⼼再回到月球。最终地球伙伴帮助嫦娥启动返月计划。 

## 外部連結
- 豆瓣电影上《重回地球》的資料 （简体中文）